# Осветительный боеприпас

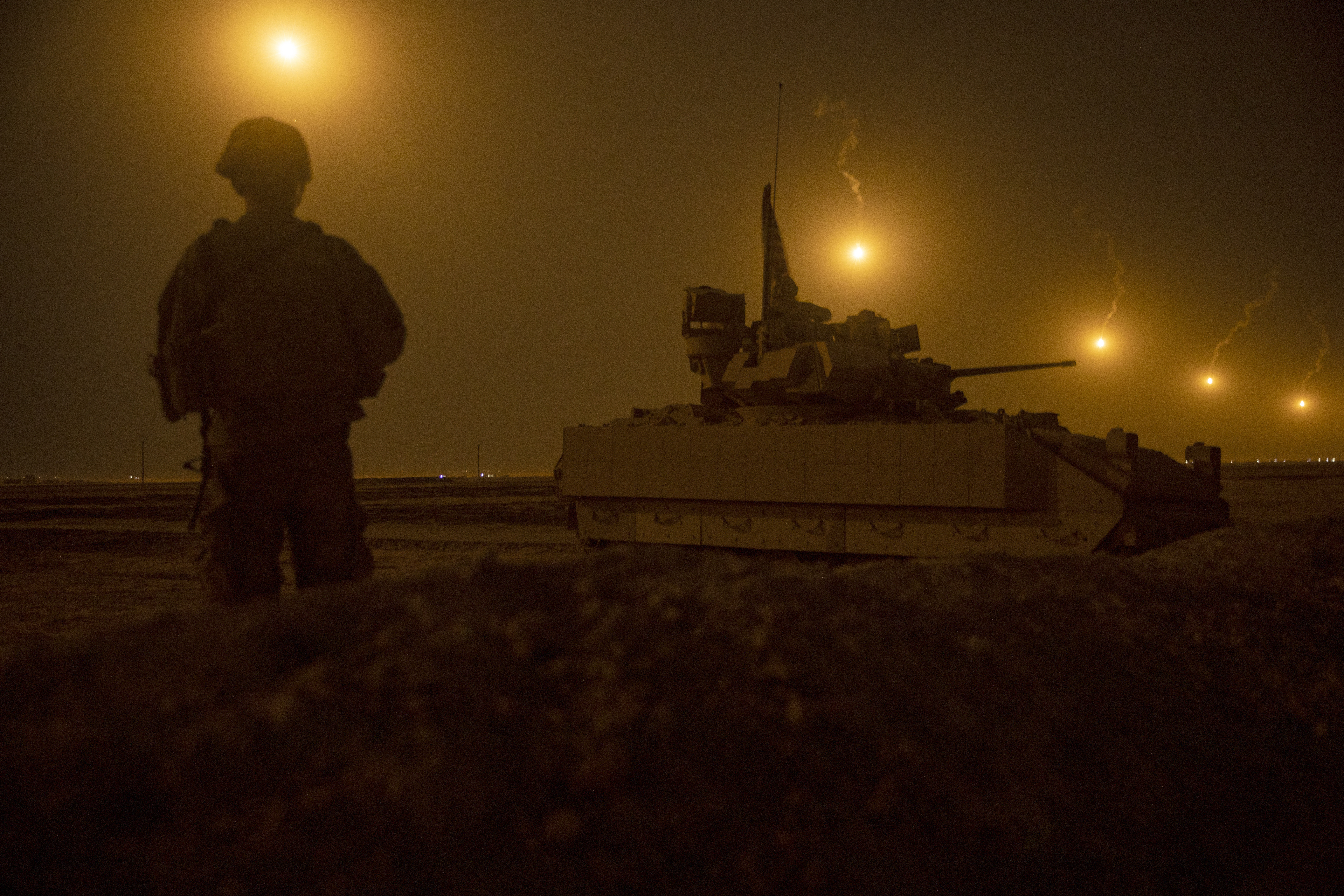
Применение осветительных боеприпасов американскими силами интервенции в Сирии.

Осветительные боеприпасы — боевые припасы, предназначеные для освещения местности в тёмное время суток. Чаще всего применяются во время боевых действий для освещения поля боя и могут быть использованы для контроля за результатами стрельбы на поражение, ослепления наблюдательных пунктов и расчётов огневых средств противника, ориентирования войск в ходе боя путём подачи сигналов (постановки световых ориентиров) и для обозначения направления действия отдельных подразделений.

## Боевое применение
18 августа 1969 года в ходе войны во Вьетнаме американские артиллеристы с помощью осветительного снаряда случайно сбили собственный вертолёт AH-1G Cobra Армии США. Горящий вертолёт «Кобра» упал и взорвался убив пилотов Дуэйна Нормана и Джеймса Ходгскина.